# گاریکاپاتی ناراهاری ساستری
گاریکاپاتی ناراهاری ساستری (انگلیسی: Garikapati Narahari Sastry؛ زاده ۱ مارس ۱۹۶۶) یک دانشمند در زمینه شیمی و شیمی نظری اهل هند است.